# Lijst van voetbalinterlands Ecuador - Panama
Deze lijst van voetbalinterlands is een overzicht van alle officiële voetbalwedstrijden tussen de nationale teams van Ecuador en Panama. De landen speelden tot op heden zeven keer tegen elkaar. De eerste ontmoeting, een vriendschappelijke wedstrijd, werd gespeeld in Quito op 25 juni 2000. Het laatste duel, eveneens een vriendschappelijke wedstrijd, vond plaats op 20 november 2018 in Panama-Stad.

## Wedstrijden
| № | Plaats      | Datum            | Competitie        | Wedstrijd        | Uitslag |
| - | ----------- | ---------------- | ----------------- | ---------------- | ------- |
| 1 | Quito       | 25 juni 2000     | Vriendschappelijk | Ecuador – Panama | 5 – 0   |
| 2 | Panama-Stad | 11 augustus 2000 | Vriendschappelijk | Panama – Ecuador | 0 – 0   |
| 3 | Ambato      | 26 januari 2005  | Vriendschappelijk | Ecuador – Panama | 2 – 0   |
| 4 | Babahoyo    | 29 januari 2005  | Vriendschappelijk | Ecuador – Panama | 2 – 0   |
| 5 | Panama-Stad | 3 juni 2015      | Vriendschappelijk | Panama − Ecuador | 1 − 1   |
| 6 | Portoviejo  | 6 juni 2015      | Vriendschappelijk | Ecuador − Panama | 4 − 0   |
| 7 | Panama-Stad | 20 november 2018 | Vriendschappelijk | Panama – Ecuador | 1 – 2   |

## Samenvatting
| Competitie        | Totaal gespeeld | Winst Ecuador | Gelijk | Winst Panama | Doelsaldo Ecuador – Panama |
| ----------------- | --------------- | ------------- | ------ | ------------ | -------------------------- |
| Vriendschappelijk | 7               | 5             | 2      | 0            | 16 − 2                     |
| Totaal            | 7               | 5             | 2      | 0            | 16 − 2                     |

Wedstrijden bepaald door strafschoppen worden, in lijn met de FIFA, als een gelijkspel gerekend.

## Details

### Eerste ontmoeting
| Vriendschappelijk (Quito, Ecuador, 25 juni 2000): |              | |
| Ecuador | 5 – 0        | Panama |
| Agustín Delgado 22' Iván Kaviedes 25' Agustín Delgado 34' Iván Kaviedes 44' Iván Kaviedes 55'                                                                                         | goals        | |
| Hernán Darío Gómez | bondscoach   | Miguel Mansilla |
| José Cevallos 46' Ulises de la Cruz Iván Hurtado Augusto Porozo 59' Jhon Cagua 66' Jimmy Blandón Alfonso Obregón Robert Burbano 46' Iván Kaviedes Agustín Delgado Eduardo Hurtado 46' | opstellingen | Donaldo González Rolando Palma Franklin Delgado 59' Reynaldo Lewis 41' Jarzinho Serrano Uwaldo Guardia 70' Percival Piggott Juan Carlos Cubillas Ángel Luis Rodríguez Julio Medina 26' Roberto Brown |
| Jacinto Espinoza 46' Carlos Alberto Juárez 46' Cléber Chalá 46' Geovanny Espinoza 59' Marlon Ayoví 66'                                                                                | wissels      | 26' Alberto Zapata 41' Frank Lozada 59' Roberto Chiari 70' Ricardo Pachan |
| | gele kaarten | 26' Franklin Delgado |

### Tweede ontmoeting
| Vriendschappelijk (Panama-Stad, Panama, 11 augustus 2000): |              | |
| Panama | 0 – 0        | Ecuador |
| | goals        | |
| Leopoldo Lee | bondscoach   | Hernán Darío Gómez |
| Ricardo James 46' Reynaldo Lewis Franklin Delgado Mario Méndez Roberto Correa 80' Juan Carlos Cubillas Rolando Palma Ángel Luis Rodríguez 47' Percival Piggot Roberto Brown Julio Dely Valdés 46' | opstellingen | Jorge Corozo Omar de Jesús Giovanny Espinoza Raúl Guerrón Wellington Paredes Edison Méndez Santiago Morales Jorge Justavino Franklin Salas ??' Gustavo Figueroa ??' Rafael Capurro |
| Donaldo González 46' Ricardo Phillips 46' Neftalí Díaz 47' Jarzinho Serrano 80' | wissels      | ??' Camilo Hurtado ??' Joel Vernaza |

### Derde ontmoeting
| Vriendschappelijk (Ambato, Ecuador, 26 januari 2005): |              | |
| Ecuador | 2 – 0        | Panama |
| Otilino Tenorio 88' Otilino Tenorio 90+1' | goals        | |
| Luis Fernando Suárez | bondscoach   | José Eugenio Hernández |
| Edwin Villafuerte Eric de Jesús Iván Hurtado ??' Renán Calle ??' Óscar Bagüí ??' Marlon Ayoví ??' Edwin Tenorio ??' Christian Lara Luis Saritama ??' Walter Calderón ??' Iván Kaviedes ??' | opstellingen | Jaime Penedo Luis Moreno Joel Solanilla ??' Victor Miranda Luis Henriquez Robert Stewart ??' Ricardo Phillips Engin Mitre ??' Gabriel Gómez Roberto Brown ??' Edwin Aguilar |
| Jorge Guagua ??' Juan Triviño ??' Leonardo Soledispa ??' Carlos Caicedo ??' Luis Antonio Valencia ??' Fricson George ??' Roberto Miña ??' Otilino Tenorio ??'                              | wissels      | ??' Armando Gun ??' José Justavino ??' Juan Carlos Cubilla ??' Luis Tejada                                                                                                  |

### Vierde ontmoeting
| Vriendschappelijk (Babahoyo, Ecuador, 29 januari 2005): |              | |
| Ecuador | 2 – 0        | Panama |
| Iván Kaviedes 45' Otilino Tenorio 56' | goals        | |
| Luis Fernando Suárez | bondscoach   | José Eugenio Hernández |
| Damián Lanza Eric de Jesús ??' Iván Hurtado Jorge Guagua ??' Fricson George Marlon Ayoví ??' Edwin Tenorio Luis Antonio Valencia ??' Otilino Tenorio Roberto Miña ??' Iván Kaviedes ??' | opstellingen | Jaime Penedo Luis Moreno ??' Joel Solanilla Luis Henriquez Robert Stewart ??' Ricardo Phillips ??' Engin Mitre Juan Carlos Cubilla Luis Tejada Roberto Brown Edwin Aguilar |
| Juan Triviño ??' Renán Calle ??' Carlos Caicedo ??' Óscar Bagüí ??' Luis Saritama ??' Cristian Lara ??'                                                                                 | wissels      | ??' Victor Miranda ??' Gabriel Gómez ??' José Justavino |

FEF · A-internationals · Bondscoaches · Selecties · Statistieken · Ecuadoraans vrouwenelftal · Olympisch elftal · Ecuador U21 · Ecuador U20 · Ecuador U18 · Ecuador U17
1938 – 1949 ·
1950 – 1959 ·
1960 – 1969 ·
1970 – 1979 ·
1980 – 1989 ·
1990 – 1999 ·
2000 – 2009 ·
2010 – 2019 ·
2020 − 2029
WK 2002 · 
WK 2006 · 
WK 2014
1938 · 
1939 · 
1940 · 
1941 · 
1942 · 
1943 · 1944 · 
1945 · 
1946 · 
1947 · 
1948 · 
1949 · 
1950 · 1951 · 1952 · 
1953 · 
1954 · 
1955 · 
1956 · 
1957 · 
1958 · 
1959 · 
1960 · 
1961 · 1962 · 
1963 · 
1964 · 
1965 · 
1966 · 
1967 · 1968 · 
1969 · 
1970 · 
1971 · 
1972 · 
1973 · 
1974 · 
1975 · 
1976 · 
1977 · 
1978 · 
1979 · 
1980 · 
1981 · 
1982 · 
1983 · 
1984 · 
1985 · 
1986 · 
1987 · 
1988 · 
1989 · 
1990 · 
1991 · 
1992 · 
1993 · 
1994 · 
1995 · 
1996 · 
1997 · 
1998 · 
1999 · 
2000 · 
2001 · 
2002 · 
2003 · 
2004 · 
2005 · 
2006 · 
2007 · 
2008 · 
2009 · 
2010 · 
2011 · 
2012 · 
2013 · 
2014 · 
2015 · 
2016 · 
2017 ·
2018 ·
2019 ·
2020 ·
2021 ·
2022
Argentinië ·
Armenië ·
Australië ·
Bolivia · 
Brazilië ·
Bulgarije ·
Canada ·
Chili ·
Colombia ·
Costa Rica ·
Cuba ·
Denemarken ·
DDR ·
Duitsland ·
El Salvador ·
Engeland ·
Estland ·
Finland ·
Frankrijk ·
Griekenland ·
Guatemala ·
Haïti ·
Honduras ·
Ierland ·
Irak ·
Iran ·
Italië ·
Jamaica ·
Japan ·
Joegoslavië ·
Jordanië ·
Kaapverdië ·
Koeweit ·
Kroatië · 
Libanon ·
Mexico ·
Nederland ·
Nigeria ·
Noord-Macedonië ·
Oeganda ·
Oman ·
Panama ·
Paraguay ·
Peru ·
Polen ·
Portugal ·
Qatar ·
Roemenië ·
Saoedi-Arabië ·
Schotland ·
Senegal ·
Spanje ·
Trinidad en Tobago ·
Turkije · 
Uruguay ·
Venezuela ·
Verenigde Staten ·
Wit-Rusland ·
Zambia ·
Zuid-Afrika ·
Zuid-Korea ·
Zweden ·
Zwitserland
Costa Rica (2006) · 
Duitsland (2006) · 
Engeland (2006) · 
Frankrijk (2014) · 
Honduras (2014) · 
Nederland (2022) · 
Polen (2006) · 
Qatar (2022) · 
Zwitserland (2014)
FEPAFUT · A-internationals · Selecties · Bondscoaches · Panamees vrouwenelftal · Panama U21 · Panama U20 · Panama U19 · Panama U18 · Panama U17
1930 – 1949 · 
1950 – 1959 · 
1960 – 1969 · 
1970 – 1979 · 
1980 – 1989 · 
1990 – 1999 · 
2000 – 2009 · 
2010 – 2019 ·
2020 – 2029
CGC 1991 · 
CGC 1993 · 
CGC 1996 · 
CGC 1998 · 
CGC 2000 · 
CGC 2002 · 
CGC 2003 · 
CGC 2005 · 
CGC 2007 · 
CGC 2009 · 
CGC 2011 · 
CGC 2013 · 
CGC 2021
WK 2018
1938 · 
1939 · 
1940 · 
1941 · 
1942 · 1943 · 1944 · 1945 · 
1946 · 
1947 · 
1948 · 
1949 · 
1950 · 
1951 · 
1952 · 
1953 · 
1954 · 
1955 · 
1956 · 
1957 · 
1958 · 
1959 · 
1960 · 
1961 · 
1962 · 
1963 · 
1964 · 
1965 · 
1966 · 
1967 · 
1968 · 
1969 · 
1970 · 
1971 · 
1972 · 
1973 · 
1974 · 
1975 · 
1976 · 
1977 · 
1978 · 
1979 · 
1980 · 
1981 · 
1982 · 
1983 · 
1984 · 
1985 · 
1986 · 
1987 · 
1988 · 
1989 · 
1990 · 
1991 · 
1992 · 
1993 · 
1994 · 
1995 · 
1996 · 
1997 · 
1998 · 
1999 · 
2000 · 
2001 · 
2002 · 
2003 · 
2004 · 
2005 · 
2006 · 
2007 · 
2008 · 
2009 · 
2010 · 
2011 · 
2012 · 
2013 · 
2014 · 
2015 · 
2016 · 
2017 ·
2018 ·
2019 ·
2020 ·
2021 ·
2022 ·
2023 ·
2024
Anguilla ·
Argentinië · 
Armenië · 
Aruba · 
Bahama's ·
Bahrein ·
Barbados ·
België · 
Belize · 
Bermuda · 
Bolivia · 
Brazilië · 
Canada · 
Chili · 
Colombia · 
Costa Rica · 
Cuba · 
Curaçao ·
Denemarken ·
Dominica · 
Dominicaanse Republiek · 
Ecuador · 
El Salvador · 
Engeland · 
Grenada · 
Guadeloupe ·
Guatemala · 
Guyana · 
Haïti · 
Honduras · 
Iran · 
Jamaica · 
Japan · 
Kameroen ·
Mexico · 
Montserrat ·
Nederlandse Antillen · 
Nicaragua · 
Noord-Ierland ·
Noorwegen ·
Paraguay · 
Peru · 
Portugal · 
Puerto Rico · 
Qatar ·
Saint Lucia · 
Saoedi-Arabië ·
Servië ·
Spanje · 
Taiwan · 
Trinidad en Tobago ·
Tunesië ·  
Uruguay ·  
Venezuela · 
Verenigde Staten ·
Wales ·
Zuid-Afrika ·
Zuid-Korea ·
Zwitserland
België (2018) ·
Engeland (2018) ·
Tunesië (2018)